# Homologna desenzitizacija
Homologna desenzitizacija se javlja kad receptor umanji svoj odgovor na agonist pri njegovoj visokoj koncentraciji. Do toga dolazi nakon dugotrajnog izlaganja agonistu, jer znatan udeo receptora ne učestvuje više u signalnoj kaskadi, te je biološko dejstvo aktivacije receptora umanjeno.
Heterologna desenzitizacija je proces izazvan učestalom stimulacijom receptora, koja dovodi do desenzitizacije niza drugih receptora.

## Mehanizam
Mehanizam homologne desenzitizacije se može ilustrovati na primeru β2 receptora:
1. Agonist se vezuje i aktivira receptor, koji prelazi u svoju aktivnu konformaciju.
2. Kinaza beta adrenergičkog receptora (BARK) se aktivira u citoplazmi i fosforiliše C-terminus β2 receptora.
3. Takva fosforilacija povećava afinitet β-arestina za receptor, što dovodi do raskidanja sprege sa α podjedinicom heterotrimernog G-proteina, te dolazi do desenzitizacije.